# Amplificador Clase D
Un amplificador de conmutación o amplificador clase D es un amplificador electrónico el cual, en contraste con los amplificadores clase AB cuyos transistores de potencia operan en modo lineal (región activa), usa el modo conmutado de los transistores (corte y saturación) para regular la entrega de potencia. Por lo tanto, el amplificador se caracteriza por una gran eficiencia (pequeñas pérdidas de energía), y esto trae consigo menos disipadores de calor y potencia, reduciendo el peso del amplificador. Además, si se requiere una conversión de voltaje, la alta frecuencia de conmutación permite que los transformadores de audio estorbosos sean reemplazados por pequeños inductores. Los filtros LC paso bajo suavizan los pulsos y restauran la forma de la señal en la carga.
Los amplificadores clase D son utilizados con frecuencia en amplificadores de sistemas de refuerzo de sonido, donde se requiere una alta potencia de salida. Por ejemplo, en un amplificador clase D que tiene una potencia nominal de 1500 vatios que serían 350 rms reales por canal, y sin embargo solamente pesan entre 5 a 8 kg. Un pequeño número de amplificadores de bajos también usan tecnología clase D, como el Yamaha BBT500H, que tiene una potencia nominal de 500 vatios y pesa menos de 5 kg. Y el Ampeg SVT 7 PRO que ofrece 1000 vatios de potencia y pesa tan sólo 7 kg.
En ocasiones se confunde el término clase D como si fuera un amplificador digital. El muestreo de la señal en la etapa de potencia puede ser controlado por una señal analógica o una señal digital. Sólo en el último caso se estaría usando una amplificación completamente digital.

Diagrama de bloques de un amplificador clase D.

## Modulación de las señales
Las etapas de salida como las utilizadas en un generador de pulsos son ejemplos de amplificadores clase D. Sin embargo, el término aplica en general a dispositivos diseñados para reproducir señales con un ancho de banda mucho menor a la frecuencia de conmutación. Estos amplificadores usan PWM, modulación por anchura de pulsos, u otras formas más avanzadas de modulación tales como modulación Sigma-Delta.
La señal de entrada es convertida a una secuencia de pulsos cuyo valor promedio es directamente proporcional a la amplitud de la señal en ese momento. La frecuencia de los pulsos es típicamente diez o más veces la frecuencia más alta en la señal de entrada. La salida final conmutada consiste en un tren de pulsos cuya anchura es una función de la amplitud y la frecuencia de la señal que está siendo amplificada, y por tanto, estos amplificadores también se denominan amplificadores PWM. La salida contiene, además de la señal amplificada, componentes espectrales no deseables (como la frecuencia del pulso y sus armónicos) que deben ser eliminadas por un filtro electrónico pasivo. El filtro frecuentemente se construye con componentes sin pérdidas (teóricamente) como inductores y condensadores para mantener la eficiencia.
Un amplificador PWM opera de forma similar a una fuente conmutada, excepto porque un amplificador PWM está alimentando una tensión de señal de audio variable a una carga relativamente fija, mientras que una fuente conmutada alimenta una tensión fija en una carga variable. Un amplificador clase D no debe ser confundido con un amplificador que usa una fuente conmutada. Asimismo, puede usar cualquier tipo de alimentación pero el amplificador en sí mismo utiliza la conmutación de los dispositivos de salida para lograr la amplificación.
Una forma de crear la señal PWM es usando un comparador de alta velocidad ("C" en el diagrama de bloques anterior) que compara una onda triangular de alta frecuencia y la entrada de audio y genera una serie de pulsos de tal forma que la anchura de los pulsos corresponde a la amplitud y frecuencia de la señal de audio. El comparador entonces maneja un controlador de conmutación que a su vez maneja un interruptor de alta potencia (generalmente compuesto de MOSFET), lo cual genera una réplica de alta potencia de la señal PWM del comparador.
Esta salida PWM es conectada a un filtro pasa-bajos que elimina las componentes de alta frecuencia de la señal PWM para recuperar la información de audio y la pasa a un altavoz. Una frecuencia de conmutación adecuadamente alta es indispensabble para poder obtener una respuesta en frecuencia razonable y baja distorsión. La mayoría de los amplificadores clase D usan frecuencias de conmutación superiores a 100 kHz. Estas altas frecuencias requieren que la mayoría de los componentes del amplificador sean capaces de trabajar a alta velocidad.
Otra forma de crear la señal PWM es elegida cuando una señal SPDIF u otra forma de alimentación digital está disponible. La señal digital es alimentada a un DSP que emplea software para crear la señal PWM. Ésta no es conectada directamente al MOSFET, sino a una especie de controlador MOSFET (dentro del controlador de conmutación) que puede entregar las altas corrientes requeridas para hacer al MOSFET trabajar dentro de la región no lineal (es decir, como interruptor y no como amplificador).
Dos desafíos considerables para los controladores MOSFET en amplificadores clase D es mantener los tiempos muertos y el modo de operación lineal tan corto como sea posible. El "tiempo muerto" es el periodo en la transición de un interruptor durante el cual los dos MOSFET de salida están en modo de corte y ambos están apagados. Los tiempos muertos necesitan ser tan cortos como sea posible para mantener una salida con poca distorsión, pero los tiempos muertos que son demasiado cortos provocan que el MOSFET que se está encendiendo empiece a conducir antes de que el MOSFET que se está apagando deje de conducir. Los MOSFET acortan el voltaje de alimentación de salida a través de ellos mismos, una condición llamada "shoot-through". Mientras tanto, los controladores de MOSFET también necesitan controlar a los MOSFET entre estados de conmutación tan rápidamente como sea posible para minimizar el tiempo en el que un MOSFET está en la zona lineal (es decir, el estado entre corte y saturación donde el MOSFET no está completamente encendido ni apagado y conduce con una resistencia considerable, creando algo de calor). Un error en el controlador que permita alguno de estos dos fenómenos típicamente resultan en la falla de los MOSFET.
La repuesta en frecuencia final y la distorsión no dependen solamente de la frecuencia de conmutación y del filtro de salida sino también en la carga (o sistema de altavoces) conectado a la salida del amplificador. Un sistema de altavoces puede contener un solo controlador (altavoz) o varios con un filtro de cruce pasivo. La impedancia del altavoz no es fija sino que cambia con la frecuencia, y esto debe añadirse a los problemas propios del filtro de cruce.
Esto significa que la carga conectada al amplificador no es puramente resistiva y cambia con la frecuencia de la señal de audio que sale del amplificador, provocando anomalías en la respuesta en frecuencia final (incluyendo los picos de voltaje, la oscilación y la distorsión). Por tanto, muchos amplificadores clase D de alta calidad emplean realimentación negativa para corregir anomalías de frecuencia y fase debidas a la impedancia del altavoz y el filtro de cruce. Esto hace el diseño de un amplificador clase D aún más complejo.
Entre las causas de distorsión están el rango tiempo muerto y la interferencia debida a la alta frecuencia de conmutación.

## Ventajas
A pesar de la complejidad involucrada, un amplificador clase D propiamente diseñado ofrece los siguientes beneficios:
- Reducción en tamaño y peso del amplificador,
- Menor pérdida de potencia debido a disipadores de calor menores (o casi inexistentes),
- Menor costo debido a disipadores de calor menores y circuitería más compacta,
- Gran eficiencia de conversión de potencia, usualmente mayor al 90 %.

La alta eficiencia de un amplificador clase D se debe al hecho de que la etapa de conmutación de salida nunca es operada en la región activa (o región lineal para BJTs). En vez de eso, los dispositivos de salida están completamente encendidos o apagados -ambos estados disipando cantidades mínimas de potencia en los dispositivos de salida-. Cuando los dispositivos están encendidos, la corriente a través de ellos es máxima pero el voltaje a través de ellos es (idealmente) cero y cuando los dispositivos están apagados, el voltaje a través de ellos es máximo pero la corriente es igual a cero. En ambos casos, la potencia disipada (V * I) es cero. Todos estos cálculos están basados en circunstancias ideales. En la práctica, siempre hay pérdidas, debidas a fugas, caídas de voltaje, velocidad de conmutación de los dispositivos de potencia, etc. De cualquier forma, estas pérdidas son suficientemente pequeñas para mantener una alta eficiencia.
Esto aún deja la señal con un contenido armónico considerable, que puede ser filtrado. Para mantener una alta eficiencia, el filtrado se hace exclusivamente con componentes reactivos, como inductores y condensadores, los cuales almacenan la energía hasta que se requiera en lugar de convertirla en calor.

## Desventajas
Los amplificadores de clase D son conocidos por su alta eficiencia y compacidad, ya que operan mediante la conmutación de la señal en lugar de amplificarla de manera lineal, lo que minimiza la generación de calor. Sin embargo, tienen varias desventajas que pueden afectar su desempeño y aplicabilidad en ciertos contextos. Aquí algunas de las principales desventajas:
- Interferencias electromagnéticas (EMI)
- Requiere filtrado de salida
- Complejidad en el diseño
- Calor en el proceso de conmutación